# Азербайджано-французские отношения
Азербайджано-французские отношения — двусторонние отношения между Азербайджанской Республикой и Французской Республикой в политической, социально-экономической, культурной и иных сферах.
Сотрудничество осуществляется в таких сферах, как энергетика (Total), окружающая среда (Suez CNIM), транспорт (Alstom, Thales, Iveco, Systra), сельское хозяйство (Lactalis, Danone), космическая промышленность (Airbus, Thales), газовый сектор, безопасность, культура, отельный бизнес (Accor), банковское дело (Societe Generale), авиация/

## Дипломатические отношения
18 октября 1991 года Азербайджан восстановил свою государственную независимость, что было признано Францией в январе 1992 года. Сразу после этого, в феврале 1992 года были установлены дипломатические связи между Азербайджаном и Францией. В марте 1992 года посол Франции стал вторым послом после турецкого, который начал официальную деятельность в Азербайджане.
Чрезвычайным Послом Азербайджана во Франции является Рахман Мустафаев. Послом Франции в Азербайджане является Захари Гросс..
Азербайджан имеет своё посольство в столичном городе Париже с 20 ноября 1994 года. Франция также имеет свое представительство в городе Баку с февраля 1992 года.

## Межпарламентские связи
В Милли Меджлисе Азербайджана действует рабочая группа по межпарламентским связям между Азербайджаном и Францией. Руководителем группы является Мехрибан Алиева/
В Сенате Франции функционирует межпарламентская группа дружбы между Францией и Кавказом (Азербайджан, Грузия). Руководителем группы является Ален Упер.
В Национальном Собрании Франции действует франко-азербайджанская межпарламентская группа дружбы, возглавляемая Пьером Аланом Рафаном.

## Договорно-правовая база
Между Азербайджаном и Францией подписано 53 документов.
14 марта 2017 года в Елисейском дворце состоялась церемония подписания двусторонних договоров между Азербайджаном и Францией:
- «Меморандум о взаимопонимании между Министерством экологии и природных ресурсов Азербайджана и Министерством международных связей по окружающей среде, энергетике, морю и климату Франции»;
- «Кредитный договор между Французским агентством развития и Азербайджанской Республикой»;
- «Меморандум взаимопонимания о сотрудничестве между Государственным агентством по оказанию услуг гражданам и социальным инновациям при Президенте Азербайджанской Республики и Государственным секретариатом по государственным реформам и упрощению при премьер-министре Французской Республики в области оказания государственных услуг»;
- «Меморандум взаимопонимания о сотрудничестве между Министерством транспорта, связи и высоких технологий Азербайджанской Республики и Министерством экономики, промышленности и цифровых технологий Французской Республики в области инноваций, информационных и коммуникационных технологий»;
- «Протокол намерений между Государственным комитетом Азербайджанской Республики по градостроительству и архитектуре и Министерством жилья и устойчивого развития Французской Республики»[4].

В марте 2019 года состоялась встреча вице-президента Азербайджана Мехрибан Алиевой с премьер-министром Франции Эдуардом Филиппом. Был заключен ряд соглашений:
1. «Конвенция о реконструкции железнодорожной линии Сумгаит — Ялама транспортного коридора Север — Юг в рамках программы развития железнодорожного сектора».
2. «Соглашение о стратегическом сотрудничестве между Центральным банком Азербайджана и Банком Rotchild & Cie»,
3. «Договор об исследовании относительно создания Центра оперативного контроля» и «Договор о реализации системы сигнализации и телекоммуникации депо „Ходжасан“» между ЗАО «Бакинский метрополитен» и компанией «Thales International»[13].

## История отношений

### Начало 20 века
В начале 20 века Азербайджан был одним из центров добычи нефти. На 1904 год 71,1 % потребляемой нефти Франция импортировала из Азербайджана. 
На 1914 год французским консулом в Баку являлся А. Гожеве. 

### 1993 год
В конце 1993 года президент Азербайджана Гейдар Алиев начал проводить интенсивную политику сотрудничества с Францией. Г. Алиев после избрания президентом 3 октября 1993 года первый официальный визит совершил 19—22 декабря 1993 года во Францию по приглашению французского президента Франсуа Миттерана. В рамках визита президент Азербайджана встретился с французским коллегой Франсуа Миттераном, руководством парламента, министром иностранных дел Аленом Жюппе, представителями промышленных и других сфер страны. Президенты подписали договор о дружбе, взаимопонимании и сотрудничестве между двумя странами. В ходе визита в Париж также была подписана «Парижская хартия», являющаяся одним из основных договоров Организации по безопасности и сотрудничеству в Европе. Хартия предусматривала переход восточно-европейских социалистических республик и бывших советских республик к демократии и рыночной экономике.

### 1996 год
10—11 января 1996 года президент Азербайджана участвовал на церемонии похорон французского президента Франсуа Миттерана в Париже.
В октябре того же года Эрве де Шаретт, министр иностранных дел Франции, побывал с официальным визитом в Азербайджане, во время которого на встречах были отмечены развивающиеся азербайджано-французские отношения вопреки тому, что Париж поддерживает дружеские связи также с Ереваном.
Начиная с 1996 года Франция совместно с США и Россией начала деятельность в качестве сопредседателя Минской группы ОБСЕ, которая является посредником в урегулировании карабахского конфликта между Азербайджаном и Арменией.

«Наряду с подчеркиванием значимости заявления, принятого на Лиссабонском саммите глав государств стран-членов ОБСЕ в начале декабря 1996 года, в ликвидации армяно-азербайджанского нагорно-карабахского конфликта, мы в то же время хотим выразить свое удовлетворение защитой и Франции позиций Азербайджана в Лиссабоне. Наша страна хочет не войны, а мира и поэтому занимает компромиссную позицию. Я уверен, что три принципа, принятых в Лиссабоне, — признание территориальной целостности Азербайджана, предоставление Нагорному Карабаху самого высокого статуса самоуправления в составе Азербайджана и обеспечение безопасности всего населения Нагорного Карабаха сыграют важную роль в мирном разрешении конфликта» — заявил президент Азербайджана на Лиссабонском саммите.

### 1997 год
Через 3 месяца после визита министра иностранных дел Франции, в январе 1997 года, азербайджанский глава государства совершил свой второй визит во Францию по приглашению президента Жака Ширака. 13 января 1997 года в Елисейском дворце на встрече с президентом Франции Жаком Шираком Гейдар Алиев выразил свою благодарность по поводу того, что Франция защищала предложения Азербайджана на Лиссабонском саммите ОБСЕ.
Также во время данного визита президента между Государственной нефтяной компанией Азербайджана (SOCAR) и компаниями Франции «Тоталь» и «Эльф Акитен» был подписан контракт, который предусматривал совместную разработку месторождений «Ленкорань-Дениз» и «Талыш-Дениз». Помимо нефтяного контракта стороны также подписали соглашения в сфере воздушного транспорта, свободного въезда-выезда и культуры.

### 2000-е годы
В 2001 году по инициативе президента Франции Жака Ширака глава Азербайджанского государства и президент Армении встретились в Париже и впервые провели переговоры один на один. Встречи были безрезультатными.
14 июля 2002 года по случаю взятия Бастилии Гейдар Алиев посетил Францию и в ходе бесед заявил о том, что придает большое значение отношениям с Францией:

С Францией у нас установлены очень тесные дружеские связи и взаимовыгодное сотрудничество. Эти связи охватывают, можно сказать, все сферы — как политическую, экономическую, так и научно-культурную, гуманитарную и другие. Мы высоко оцениваем нашу дружбу и наши связи. Мы прилагаем все усилия для защиты, сохранения, развития этих связей.

С сентября 2002 года военный атташе Франции, который находится в Тбилиси, осуществляет свою деятельность, в которую также входит вопросы касаемые отношений с Азербайджаном. Вследствие того, что Франция осуществляет деятельность как сопредседатель-посредник в Минской группе ОБСЕ, сотрудничество в этой области малоразвито.
В ноябре 2002 года президенты двух стран встретились на Пражском саммите НАТО/Евроатлантического партнерства и обсудили вопрос разрешения карабахского конфликта.
На церемонии похорон Гейдара Алиева в декабре 2003 года Франция была представлена министром обороны Франции.
После избрания в октябре 2003 года президентом Азербайджана Ильхам Алиев совершил свой первый официальный зарубежный визит в январе 2004 года во Францию. Позднее Ильхам Алиев осуществлял встречи с Жак Шираком во время Стамбульского саммита НАТО в июне 2004 года и в ходе делового визита во Францию в сентябре того же года.
Ильхам Алиев в рамках визита во Францию в мае 2006 года для участия в сессии Парламентской Ассамблеи НАТО после переговоров в Рамбуйе также провёл встречу с президентом Франции.
29—31 января 2007 года Ильхам Алиев совершил государственный визит во Францию, в рамках которого провёл ряд встреч: с Жак Шираком, премьер-министром Домиником де Вилпеном и другими руководителями правительства Франции, на которых было заявлено, что отношения между двумя странами развиваются на высоком уровне. Французский премьер-министр Доминик де Вилпен на встрече с Ильхамом Алиевым 30 января 2007 года высказался о развитии Азербайджана во всех сферах, его культуре, об отношениях между Азербайджаном и Францией. Во время визита, между двумя странами были подписаны соглашения в области научного сотрудничества, гражданской обороны, аэронавтики, туризма, места женщин и детей в обществе.
Во время данного визита президент Азербайджана был награжден Жаком Шираком высшей наградой Франции. 29 января 2007 года в Елисейском дворце состоялась церемония вручения ордена «Командир Большого креста Почетного легиона» президенту Азербайджана Ильхаму Алиеву и ордена «Гейдар Алиев» — президенту Франции Жаку Шираку.
20 ноября 2007 года президент Алиев встретился с главой французского государства Николя Саркози. На встрече был обсужден широкий спектр вопросов двустороннего сотрудничества, переговорный процесс по мирному урегулированию карабахский конфликта.

В октябре 2009 года в Баку в Центре стратегических исследований при президенте Азербайджана прошли обсуждения темы «Азербайджано-французские отношения в контексте региональной геополитики», на которых принял участие посол Франции в Азербайджане Габриель Келлер. Посол отметил, что на данный период во Франции по государственной программе Азербайджана проходят обучение 30 студентов.
 «Для нас главной задачей является сделать университеты Франции привлекательными для азербайджанских студентов», - сказал дипломат.
20 января 2010 года В Министерстве иностранных дел Франции от имени президента этой страны состоялось награждение бывшего посла Азербайджана во Франции Тарика Алиева французским Орденом национального достоинства степени Славы старшего офицера.
11 февраля 2011 года президент Азербайджан Ильхам Алиев встретился с госсекретарем Франции по транспорту Тьерри Мариани. Тьерри Мариани отметил, что в последние годы двусторонние отношения между двумя странами расширились.

«В настоящее время Франция уделяет большую заинтересованность сотрудничеству в сфере транспорта, и наши отношения в дальнейшем будут успешно развиваться», — отметил Мариани.

11 мая 2014 года Президент Азербайджанской Республики Ильхам Алиев, его супруга Мехрибан Алиева и находящийся с официальным визитом в стране Президент Французской Республики Франсуа Олланд ознакомились со строительством Бакинского французского лицея.
12 мая 2014 года в Центре Гейдара Алиева в Баку прошел азербайджано-французский бизнес-форум. В работе форума приняли участие официальные лица государства и правительства, около 200 азербайджанских и около 90 французских бизнесменов, осуществляющих деятельность в строительной, энергетической, промышленной, финансовой, транспортной, коммуникационной, сельскохозяйственной и других сферах. На форуме выступили министр экономики и промышленности Азербайджана Шахин Мустафаев и руководитель Французско-азербайджанского бизнес-совета Объединения промышленной безопасности и защиты земель (GİCAT) и Объединения французских компаний (MEDEF International) Кристиан Монс. Темами форума являлись "Традиционная энергия и «энергия будущего», «Экономическая диверсификация и промышленное развитие», «Инфраструктура и новые технологии».
В апреле 2015 года в Баку с визитом находилась делегация представителей высших учебных заведений Пятой республики. 1 апреля делегация во главе с президентом Страсбургского университета Аленом Берецем побывала в Министерстве образования. Проведены встречи с участием ректоров высших учебных заведений двух стран.
25 апреля 2015 года состоялась встреча тет-а-тет президента Азербайджана Ильхама Алиева и находящегося в Баку с рабочим визитом президента Франции Франсуа Олланда. В ходе разговора был проведен обмен мнениями по решению карабахского конфликта. Были обсуждены региональные, международные и другие вопросы, вызывающие взаимный интерес.
3 сентября 2015 года состоялось официальное открытие «Азербайджанского городка», организованного Фондом Гейдара Алиева на знаменитой парижской площади Пале-Рояль перед Лувром. Первая леди Азербайджана, президент Фонда Гейдара Алиева Мехрибан Алиева 3 сентября встретилась в Елисейском дворце с президентом Франции Франсуа Олландом.
14 марта 2017 года в Елисейском дворце в Париже состоялась встреча Президента Азербайджанской Республики Ильхама Алиева и Президента Французской Республики Франсуа Олланда. В тот же день состоялись встречи Ильхама Алиева с председателем Национальной ассамблеи Французской Республики Клодом Бартолоном, председателем Сената Французской Республики Жераром Ларше и министром сельского хозяйства Франции, спикером правительства Стефан Ле Фоль.
В ходе беседы президентов состоялся обмен мнениями об урегулировании армяно-азербайджанского карабахского конфликта. Затем с участием Ильхама Алиева и Франсуа Олланда состоялась церемония подписания азербайджано-французских документов.
14 марта 2017 года от имени Президента Французской Республики был дан ужин в честь Президента Азербайджанской Республики и первой леди.
15 сентября 2017 года Мехрибан Алиева приняла в Баку госсекретаря министерства Европы и иностранных дел Франции Жана-Батиста Лемуана.
21 ноября 2017 года группа французско-азербайджанской дружбы посетила проект Baku White City. Делегация во главе с главой группы французско-азербайджанской дружбы Национальной Ассамблеи Франции Пьером Аленом Рафаном и послом Азербайджана во Франции Рахманом Мустафаевым ознакомилась с проектом.

## Официальные визиты
С момента обретения независимости Азербайджана главы государства 21 раз, вице-президент – дважды, премьер-министр – трижды, спикер Парламента – дважды, министры иностранных дел 28 раз посещали Францию в рамках государственных, официальных и рабочих визитов. Что касается Франции, главы государства – трижды (два официальных и один рабочий визит), спикер Сената – единожды, министры иностранных дел – трижды посещали Азербайджан.
В апреле 2016 года первая леди Азербайджана Мехрибан Алиева встретилась с французской делегации, возглавляемой Председателем Общества друзей Азербайджана во Франции Жан Франсуа Манселем.
В феврале 2017 года государственный секретарь при премьер-министре Франции по государственным реформам и вопросам исследований Жан-Вянсент Плаце нанёс рабочий визит в Баку. Были обсуждены перспективы сотрудничества со службой ASAN в области электронного правительства.
В июле 2018 года состоялась встреча Ильхама Алиева с Президентом Франции Эммануэлем Макроном. Была проведена церемония подписания ряда документов.
В июле 2019 года в городе Баку состоялась встреча Ильхама Алиева с министром экономики и финансов Франции Бруно Ле Мэром. Были обсуждены перспективы сотрудничества в таких областях, как экология, инфраструктура, транспорт, нефтегазовая область
30 сентября 2019 года французская делегация, возглавляемая Председателем группы дружбы Франция-Кавказ и заместителем председателя по Азербайджану – Аленом Юпером посетила Азербайджан.
В январе 2020 года состоялся официальный визит помощника Президента Азербайджана, начальника Управления внешней политики Администрации Президента Хикмета Гаджиева во Францию. Среди обсуждаемых тем были: карабахский конфликт, франко-азербайджанские связи, региональные дела, Ближний Восток, ЕС-Азербайджан, энергетика и более широкие реформаторские инициативы Президента Азербайджана.
В сентябре 2020 года помощник Президента Азербайджана, начальник управления внешнеполитических дел Администрации Президента Хикмет Гаджиев посетил с рабочим визитом Францию. Состоялся ряд встреч с дипломатическим советником кабинета президента Франции Эммануэлем Бонном, советником Министерства обороны Ксавье Шателем и директором Департамента континентальной Европы Министерства Европы и иностранных дел Франции Фредериком Мондолони.

## Экономическое сотрудничество
В Азербайджане работают 65 французских компаний в области промышленности, энергетики, торговли, сельского хозяйства.
Азербайджан инвестировал 2.1 миллиона долларов США в экономику Франции. Франция, в свою очередь, инвестировала приблизительно 2.2 миллиона долларов США в экономику Азербайджана.
В 1997 году была учреждена Азербайджано-французская экономическая комиссия.
19 декабря 2012 года введён в строй Бакинский завод по сжиганию твердых бытовых отходов, построенный компанией «CNIM». Компании поручено  управление заводом в течение 20 лет.
12 мая 2014 года в Баку был проведён совместный азербайджано-французский бизнес-форум с участием свыше 200 представителей различных компаний и государственных чиновников.
26 ноября 2015 года в рамках визита делегации во главе со статс-секретарем по региональным реформам при министре децентрализации и Государственной службы Андре Валлини в Азербайджан обсуждено создание Азербайджано-Французского Совета регионального сотрудничества.
В 2016 году учреждена Азербайджано-Французская торгово-промышленная палата. Членами палаты являются более 60 компаний.
В 2017 году объём торгового оборота между двумя странами составил 739 миллионов евро. Согласно статистическим данным таможни Франции, в 2018 году объем двустороннего торгового оборота составил 614 миллионов евро. Объём импорта Франции из Азербайджана составил 114 млн. евро, объём импорта Азербайджана из Франции составил 500 миллион евро. Согласно статистическим данным торгового отделения Организации Объединённых Наций (COMTRADE), в 2019 году объём экспорта из Франции в Азербайджан составил 536.65 миллиона долларов США. В 2019 году объём импорта оборудования, ядерных реакторов, котлов в Азербайджан составил 22,74 млн. долларов США.
За первые пять месяцев 2019 года объем товарооборота между странами увеличился на 53%.
В мае 2020 года по инициативе Азербайджанского фонда содействия экспорту и инвестициям (AZPROMO), французской организации предпринимателей (MEDEF) и Азербайджано-французской Торгово-промышленной палаты был проведён совместный вебинар.
Осуществляется сотрудничество между Государственной нефтяной компанией Азербайджана (SOCAR) и французской нефтяной компанией «Total». Планируется разведка и разработка блока морских месторождений «Умид» и «Бабек».

### Товарооборот (млн. долл)
| Год              | Экспорт Азербайджана | Импорт Азербайджана | Сумма товарооборота |
| ---------------- | -------------------- | ------------------- | ------------------- |
| 2014             | 157.36               | 1.523,48            | 1.680,84            |
| 2015             | 212.25               | 864.10              | 1.076,35            |
| 2016             | 150.41               | 493.64              | 644.05              |
| 2017             | 155                  | 337                 | 492                 |
| 2018             | 183                  | 441.7               | 624.7               |
| 2019 январь-март | 57.5                 | 81.3                | 137.8               |

### Товарооборот (тыс. долл)
| Год  | Экспорт Азербайджана | Импорт Азербайджана | Сумма товарооборота |
| ---- | -------------------- | ------------------- | ------------------- |
| 2020 | 110 662,51           | 448 192,66          | 558 855,17          |
| 2021 | 64 595,19            | 180 868,59          | 245 463,78          |
| 2022 | 50 979,58            | 222 854,64          | 273 834,22          |
| 2023 | 133 219,50           | 403 051,97          | 536 271,47          |

Структура экспорта Франции: электрическое снаряжение, черные металлы и изделия из них, продукты химической промышленности, медикаменты, газовые счётчики пластики, мебель, молочные продукты, живые растения, автобусы. 
Структура экспорта Азербайджана: нефть, метанол, грецкий орех, полиэтиленовые сумки и пакеты, фруктовые соки.
Французская компания Alstom осуществляет поставки в Азербайджан локомотивов. На февраль 2022 года поставлено 47 локомотивов марок AZ8A и AZ4A.

## Военно-техническое сотрудничество
Летом 2019 года по инициативе Ассоциации авиационно-космической промышленности Франции в Париже прошла выставка Paris Air Show-2019. В рамках выставки состоялась встреча советника министра оборонной промышленности Азербайджана Фарруха Везирова с руководителями французских компаний Nexter, Thales, CS Communication, Lacroix. Обсуждены проекты совместного производства колесной бронетехники.
Осуществляется закупка средств ПВО, истребителей-бомбардировщиков Dassault Rafale, космических аппаратов.

## Международное сотрудничество
На международной арене сотрудничество осуществляется в рамках различных международных организаций: Совет Европы, ОБСЕ и других.
Франция является одним из государств-сопредседателей (вместе с США и Россией) Минской группы ОБСЕ, которая является посредником в урегулировании карабахского конфликта.

## В области культуры
В 2007 году Фонд Гейдара Алиева выделил определённую сумму на восстановление внутреннего убранства Версальского дворца. В 2009 году Фонд передал в дар 40 тыс. евро (53 тыс. 776 долларов США) на реставрацию трех витражей кафедрального собора Нотр-Дам в городе Страсбург.
Позднее был передан в дар Лувру миллион евро (свыше 1,34 млн долларов США), а также организована передвижная художественная экспозиция.
В 2008 году было учреждено Европейско-Азербайджанское Общество. Руководителем Общества является Талех Гейдаров. Парижский филиал Общества возглавляет Элиза Питер.
В феврале 2020 года состоялась встреча министра образования Джейхуна Байрамова с руководителем Азербайджано-французской Торгово-промышленной палаты по вопросу "Реформы образования: роль частного сектора". На встрече также присутствовали представители посольств, государственных агентств.
Были обсуждены увеличение количества профессионально-технических учебных заведений, перспективы сотрудничества между частным сектором и учебными заведениями.
Между 12 городами Азербайджана и 10 городами и 1 провинцией Франции подписано Соглашение о дружбе и сотрудничестве.
В Азербайджане в 300 школах преподается французский язык. В Азербайджанском университете языков функционирует центр французского языка и культуры. В Бакинском славянском университете функционирует центр французского языка. Отдельно действуют Бакинский французский лицей и Французско-азербайджанский университет.
В ноябре 2023 года Азербайджан принял участие в фестивале «Les Papilles du monde» (Ла-Рошель).
Действует Ассоциация диалога Франция — Азербайджан. 
При посольстве Азербайджана во Франции действует культурный центр Азербайджана.
29 ноября 2022 года в Париже при культурном центре посольства Азербайджана открылась азербайджанская воскресная школа «Натаван».

### Дни культуры в Каннах

#### 2013 год
С 4 по 7 июля 2013 года в Каннах (Франция) проведены Дни азербайджанской культуры. Проект, организован Фондом Гейдара Алиева, имел целью познакомить широкую общественность с историческими и современными особенностями азербайджанской культуры. 6 июля 2013 в рамках данного проекта состоялся вечер классической музыки. 7 июля состоялась демонстрация одной из жемчужин азербайджанского кинематографа — фильма «Аршин мал алан».

#### 2014 год
10 июля в Каннах при организации Фонда Гейдара Алиева начались Дни культуры Азербайджана. На каннском бульваре Круазетт был устроен фейерверк, который сопровождался музыкой азербайджанских композиторов.
В рамках мероприятия прошли концерты и выставки, главная из которых — «Азербайджан — страна традиций и будущего». Данная выставка была открыта до 31 июля в здании каннского Морского вокзала.

#### 2015 год
С 14 по 31 июля в Каннах при организации Фонда Гейдара Алиева прошли Дни культуры Азербайджана. В церемонии открытия приняли участие первая леди Азербайджана, президент Фонда Гейдара Алиева Мехрибан Алиева ивице-президент Фонда Гейдара Алиева Лейла Алиева.
В рамках мероприятий прошли различные программы, которые представили азербайджанское искусство, олицетворяющее культуру Азербайджана, национальную музыку и джаз, традиции и современность. Азербайджан принял участие в Фестивале пиротехнического искусства (Festival d’Art Pyrotechnique).
Во Дворце фестивалей 15 июля открылась выставка «Азербайджанские ковры в искусстве». На выставке были представлены произведения азербайджанских художников Лятифа Керимова, Вугара Мурадова, Бутуная Хагвердиева и Эльчина Велиева.

#### 2017 год
13 июля 2017 года были проведены также Дни культуры Азербайджана. В рамках Дней культуры в городском выставочном павильоне Gare Maritime проведена выставка «Тогрул Нариманбеков: мелодия красок». На открытии выставки приняла участие вице-президент Фонда Гейдара Алиева Лейла Алиева.
В французском городе Эвиан-ле-Бен, который является городом-побратимым азербайджанскому городу Исмаиллы, состоялось открытие "Азербайджанского парка", родника "Дружба", а также памятника великой азербайджанской поэтессе Хуршидбану Натаван. 3 января 2024 года данный памятник подвергся вандализму, в результате чего памятник был облит красной краской. После данного инцидента, чтобы защитить памятник, он был покрыт защитным покрывалом. 6 марта 2024 года, памятник был перенесён из города Эвиан-ле-Бен в Париж, где идут работы по установлению памятника в Культурном центре при посольстве Азербайджана.

## В сфере образования

### Азербайджано-французский университет (UFAZ)

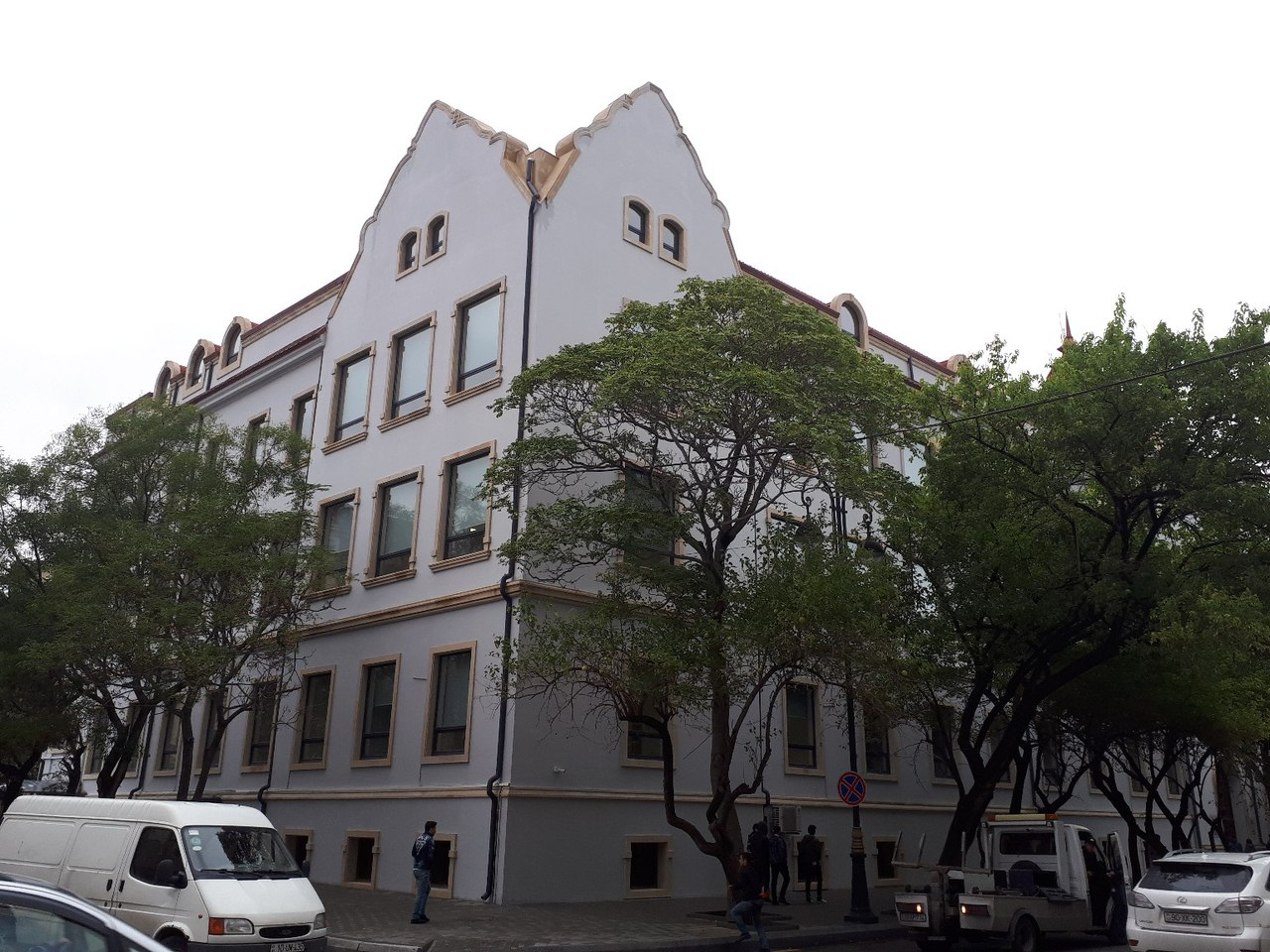
Французско-азербайджанский университет.

Университет учреждён в 2014 году по инициативе президентов Азербайджана и Франции. Приступил к действию с сентября 2016 года. Прием студентов осуществляется по 4 техническим специальностям:
- Бакалавр химической инженерии
- Бакалавр компьютерных наук
- Бакалавр геофизической инженерии
- Бакалавр нефтегазовой инженерии

С французской стороны в проект входит консорциум французских университетов, руководимый Страсбургским университетом (Унистра). С азербайджанской стороны проектом управляет Азербайджанский государственный университет нефти и промышленности на основе тесного сотрудничества с Министерством образования Азербайджана. Университет предоставляет выдачу двух дипломов: дипломы АГУНП и Страсбургского университета. Обучение проводится в соответствии с французской системой образования международным академическим составом, состоящим из высококвалифицированных французских и азербайджанских преподавателей. Образование длится 4 года: 1 год — подготовительный, 3 года — бакалавр. В подготовительный год студенты обучаются основным технических предметам, в том числе и интенсивным урокам английского и французского языков.

## Иные проекты
В мае 2022 года подписано соглашение о двойном дипломе факультета права интеллектуальной собственности между Бакинским государственным университетом и Lumière University Lyon 2.

## Иные сферы
8 июня 2011 года между правительством Франции и правительством Азербайджана достигнута договорённость о сотрудничестве в области телекоммуникаций и цифровой экономики.
В октябре 2019 года состоялась встреча министра транспорта, связи и высоких технологий Азербайджана Рамина Гулузаде с послом Франции в Азербайджане Закари Гроссом. Были обсуждены перспективы совместной деятельности в области информационно-коммуникационных технологий (ИКТ).